# Educazione siberiana (film)
Educazione siberiana è un film del 2013 diretto da Gabriele Salvatores, tratto dall'omonimo romanzo di Nicolai Lilin.

## Trama
In una piccola città della Transnistria, i giovani Kolima e Gagarin ed il nonno Kuzja sono “criminali onesti” di una comunità siberiana lì deportata e vivono nel rispetto di regole rigide e austere, legate alla criminalità organizzata. I due giovani, insieme agli amici Mel e Vitalic, apprendono così l'importanza dei tatuaggi, del rispetto nei confronti dei deboli e del disprezzo delle categorie sociali autoritarie, tra cui polizia, banchieri, spacciatori e usurai.
Durante un furto organizzato dai ragazzini ai danni dell'esercito sovietico, Gagarin viene catturato e condannato a sette anni di carcere. Al suo rilascio Gagarin non è molto cambiato. La sua naturale tendenza alla violenza, l'incapacità di amare e provare sentimenti genuini e il suo non scendere a compromessi o scegliere la via facile piuttosto che quella giusta, emergono in modo prorompente. Per qualche anno le cose sembrano andare bene, tanto che i quattro ragazzi vivono abbastanza serenamente, grazie anche alla presenza di Xenja, ragazza affetta da una lieve forma di ritardo mentale, figlia del nuovo medico del quartiere. Le cose precipitano quando Vitalic muore affogato in un tragico incidente.
In seguito Kolima scopre che Gagarin è diventato tossicodipendente ed ha rapporti col Seme Nero, una nuova criminalità organizzata russa priva di codici d'onore. Dopo aver minacciato l'amico, Kolima viene imprigionato dalla polizia russa per aver violato il coprifuoco e si ritrova a fare il tatuatore (mestiere appreso sotto la guida del tatuatore del clan, Ink) per i detenuti. Una volta uscito di prigione grazie a nonno Kuzja, Kolima scopre che Gagarin nel frattempo ha violentato Xenja, di cui Kolima si rivela innamorato, riducendola in stato catatonico, ed è fuggito.
Seguendo le istruzioni del nonno, Kolima si arruola nell'esercito russo in modo da scovare l'ex amico e, dopo circa cinque anni, lo trova. Gagarin, senza alcuna resistenza, si lascia uccidere con la pistola che il nonno di Kolima aveva personalmente caricato. Dopo questo atto, Kolima comprende che non può tornare a casa e decide di partire per l'occidente, facendo tesoro degli insegnamenti del nonno e della Siberia.

## Produzione
Tutti gli attori, ad eccezione di Eleanor Tomlinson, Peter Stormare e John Malkovich, sono lituani e alla loro prima esperienza.
Il film non è stato girato in Transnistria dove la vicenda è ambientata, bensì nei pressi di Vilnius (Lituania) e nella provincia di Rieti. Le scene ambientate nel quartiere di Fiume Basso sono state girate nel Lago del Salto, mentre le foreste del Caucaso che compaiono nelle scene relative alla guerra di Cecenia sono le foreste del monte Terminillo e di Leonessa. Le riprese sono cominciate nel marzo 2011 Lilin ha seguito da vicino la realizzazione del film, in particolare dando consigli sulla sceneggiatura e creando i tatuaggi di tutti i personaggi.

## Distribuzione e accoglienza
Il film è stato presentato da Gabriele Salvatores al Courmayeur Noir in festival il 12 dicembre 2012, mentre il primo trailer è stato diffuso online il 18 dicembre 2012. Il 30 gennaio 2013 viene diffuso online il manifesto ufficiale del film.
Il film è stato distribuito in sala il 28 febbraio 2013 da 01 Distribution, ricevendo un ottimo riscontro nel primo weekend (1.346.000 di euro), ma un modesto successo finale (circa 4 milioni di euro totali incassati in Italia). In generale il film è stato ben apprezzato dalla critica e dagli spettatori, anche se viene in parte giudicato negativamente il finale definito troppo frettoloso. In generale si è diffuso il concetto di come la regia sia magistrale, così come l'analisi dei personaggi, ma vi sia comunque qualche buco di sceneggiatura.

## Colonna sonora
La canzone che si sente durante il giro nella giostra a seggiolini volanti è Absolute Beginners di David Bowie.
Durante lo scontro con la gang, nella visita alla città con Gagarin liberato, si sente Cometa Rossa degli Area.

## Premi e riconoscimenti
- 2013 - David di Donatello
  - Nomination Miglior film
  - Nomination Miglior regista a Gabriele Salvatores
  - Nomination Miglior produttore a Riccardo Tozzi, Giovanni Stabilini e Marco Chimenz
  - Nomination Migliore fotografia a Italo Petriccione
  - Nomination Migliore colonna sonora a Mauro Pagani
  - Nomination Migliore canzone (Novij Den) a Mauro Pagani
  - Nomination Migliore scenografia a Rita Rabassini
  - Nomination Migliori costumi a Patrizia Chericoni
  - Nomination Miglior trucco a Enrico Iacoponi e Maurizio Nardi
  - Nomination Migliori acconciature a Francesco Pegoretti
  - Nomination Migliori effetti speciali visivi a Paola Trisoglio e Stefano Marinoni per VISUALOGIE

- 2013 - Nastro d'argento
  - Nomination Miglior fotografia a Italo Petriccione
  - Nomination Miglior scenografia a Rita Rabassini
  - Nomination Migliori costumi a Patrizia Chericoni
- 2013 - Globo d'oro
  - Nomination Migliore fotografia a Italo Petriccione
  - Nomination Migliore musica a Mauro Pagani
- 2013 - Ciak d'oro[7][8]
  - Migliore colonna sonora a Mauro Pagani
  - Nomination Miglior produttore a Riccardo Tozzi, Giovanni Stabilini e Marco Chimenz
  - Nomination Migliore scenografia a Rita Rabassini